# 柯克林鎮區 (印地安納州克林頓縣)
柯克林鎮區（英語：Kirklin Township）是位於美國印地安納州克林頓縣的一個行政鎮區。

## 地方資料
根據2010年美國人口普查的數據，柯克林鎮區的面積為90.80平方千米，當中陸地面積為90.80平方千米，而水域面積為0.00平方千米。當地共有人口1380人，而人口密度為每平方千米15.2人。